# Blan
Blan is een gemeente in het Franse departement Tarn (regio Occitanie) en telt 749 inwoners (1999). De plaats maakt deel uit van het arrondissement Castres.

## Geografie
De oppervlakte van Blan bedraagt 13,4 km², de bevolkingsdichtheid is 55,9 inwoners per km².
De onderstaande kaart toont de ligging van Blan met de belangrijkste infrastructuur en aangrenzende gemeenten.

## Demografie
Onderstaande figuur toont het verloop van het inwonertal (bron: INSEE-tellingen).